# UFC 288
UFC 288: Sterling vs. Cejudo foi um evento de artes marciais mistas produzido pelo Ultimate Fighting Championship que aconteceu no dia 6 de maio de 2023, no Prudential Center em Newark, New Jersey.

## Background
O evento marcou a nona visita da promoção a Newark e a primeira desde o UFC on ESPN: Covington vs. Lawler, em agosto de 2019.
Uma luta pelo Cinturão Peso Galo do UFC entre o atual campeão Aljamain Sterling e o ex-campeão Peso Mosca e Peso Galo do UFC Henry Cejudo, foi a luta principal do evento.
Zhalgas Zhumagulov e Nate Maness eram esperados para se enfrentar em uma luta peso mosca no evento.  No entanto, Maness desistiu no início de abril devido a uma lesão e foi substituído por Rafael Estevam, que originalmente estava agendado para lutar duas semanas antes no UFC Fight Night: Pavlovich vs. Blaydes mas sua luta também foi cancelada devido a uma lesão no adversário. Por sua vez, a luta foi cancelada no dia anterior ao evento devido a problemas de gestão de peso de Estevam.
Uma luta peso pena entre Bryce Mitchell e Jonathan Pearce estava agendada para o evento. No entanto, Pearce foi forçado a se retirar do evento devido a uma lesão. Ele foi substituído por Movsar Evloev.Mitchell e Evloev estavam previamente agendados para serem a luta principal do UFC Fight Night: Rodriguez vs. Lemos em novembro de 2022, mas Evloev se retirou devido a uma lesão.  Por sua vez, Mitchell se retirou na semana do evento devido a uma lesão no ombro não divulgada e foi substituído pelo estreante Diego Lopes.
Uma luta peso leve entre o ex-campeão peso leve do UFC Charles Oliveira e Beneil Dariush era esperada para ser a luta co-principal do evento. No entanto, Oliveira se retirou devido a uma lesão não divulgada. A luta foi posteriormente remarcada e transferida para o UFC 289.
O ex-desafiante ao Cinturão peso meio-médios do UFC Gilbert Burns e Belal Muhammad competiram em uma luta de cinco rounds na divisão peso meio médio, que foi a luta co-principal do evento.
Uma luta peso galo entre Daniel Santos e Johnny Muñoz Jr. estava prevista para acontecer no evento, mas foi cancelada após Santos se retirar devido a uma lesão não divulgada.
Na pesagem, Joseph Holmes registrou 189 libras, três libras acima do limite da luta não-título da divisão dos médios. A luta seguiu como uma luta em peso combinado (catchweight) e Holmes foi multado em 20% de seu prêmio, valor que foi destinado ao seu oponente, Claudio Ribeiro. 

## Results
Nota 1 Pelo Cinturão Peso Galo do UFC.  

## Bônus da Noite
Os lutadores seguintes receberam um bônus de 50 mil doláres.
- Luta da Noite: Movsar Evloev vs. Diego Lopes
- Performance da Noite: Yan Xiaonan e Matt Frevola

## Aftermath
Em 27 de junho, foi anunciado pela Agência Antidoping dos Estados Unidos (USADA) que Braxton Smith foi suspenso por dois anos após uma amostra de urina que ele submeteu testar positivo para administração exógena de testosterona e seus precursores em dois testes fora de competição, realizados em 19 de abril e 4 de maio, e em um teste em competição, realizado em 6 de maio.